# Ática (prefeitura)
A Ática (em grego: Αττικί) foi uma prefeitura da Grécia, localizada na região da Ática. Sua capital foi a cidade de Atenas.
A prefeitura da Ática é a única da região de Ática e se subdivide em quatro νομαρχίες ("nomarchíes", algo como subprefeituras):

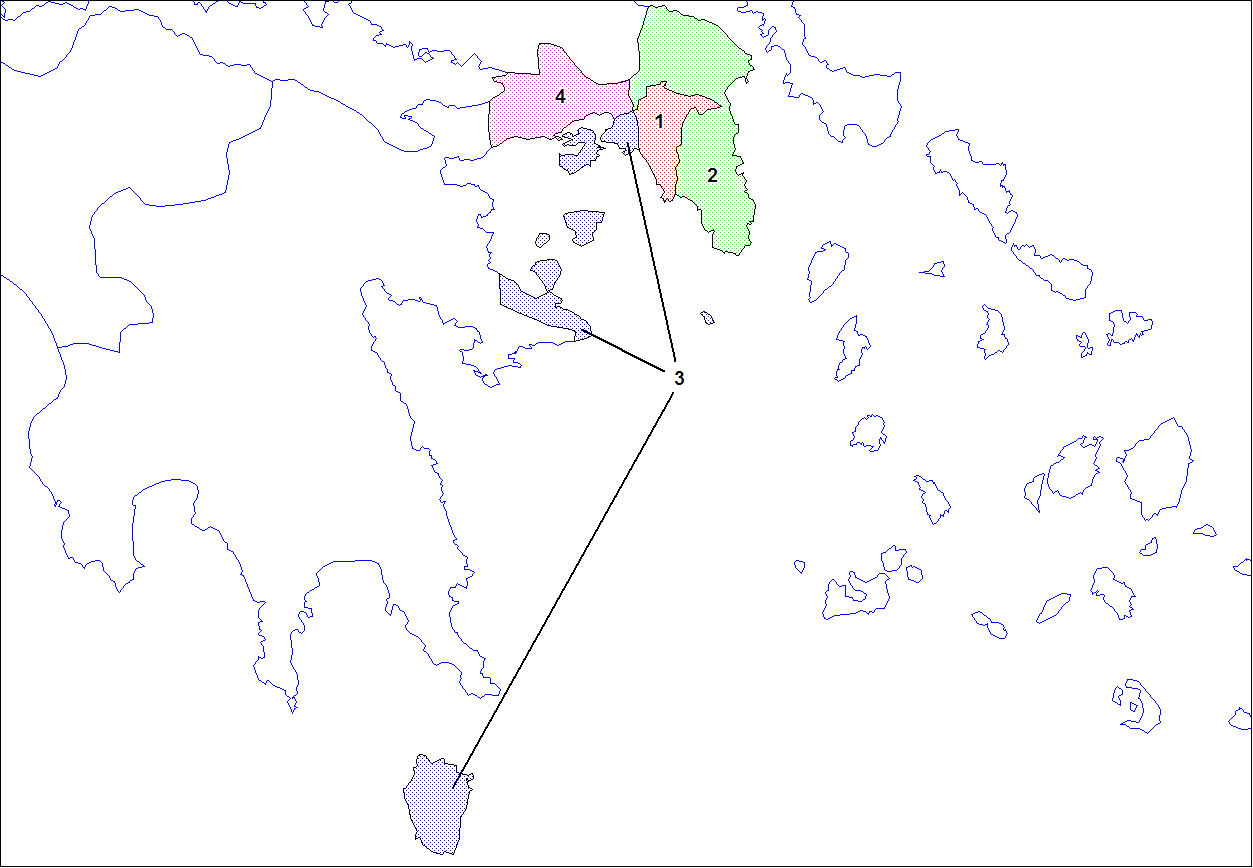
Subprefeituras da prefeitura de Ática.

1. Atenas
2. Ática Oriental
3. Pireu
4. Ática Ocidental